# 萊布德里山
46°11′33.6″N 7°39′31.8″E / 46.192667°N 7.658833°E

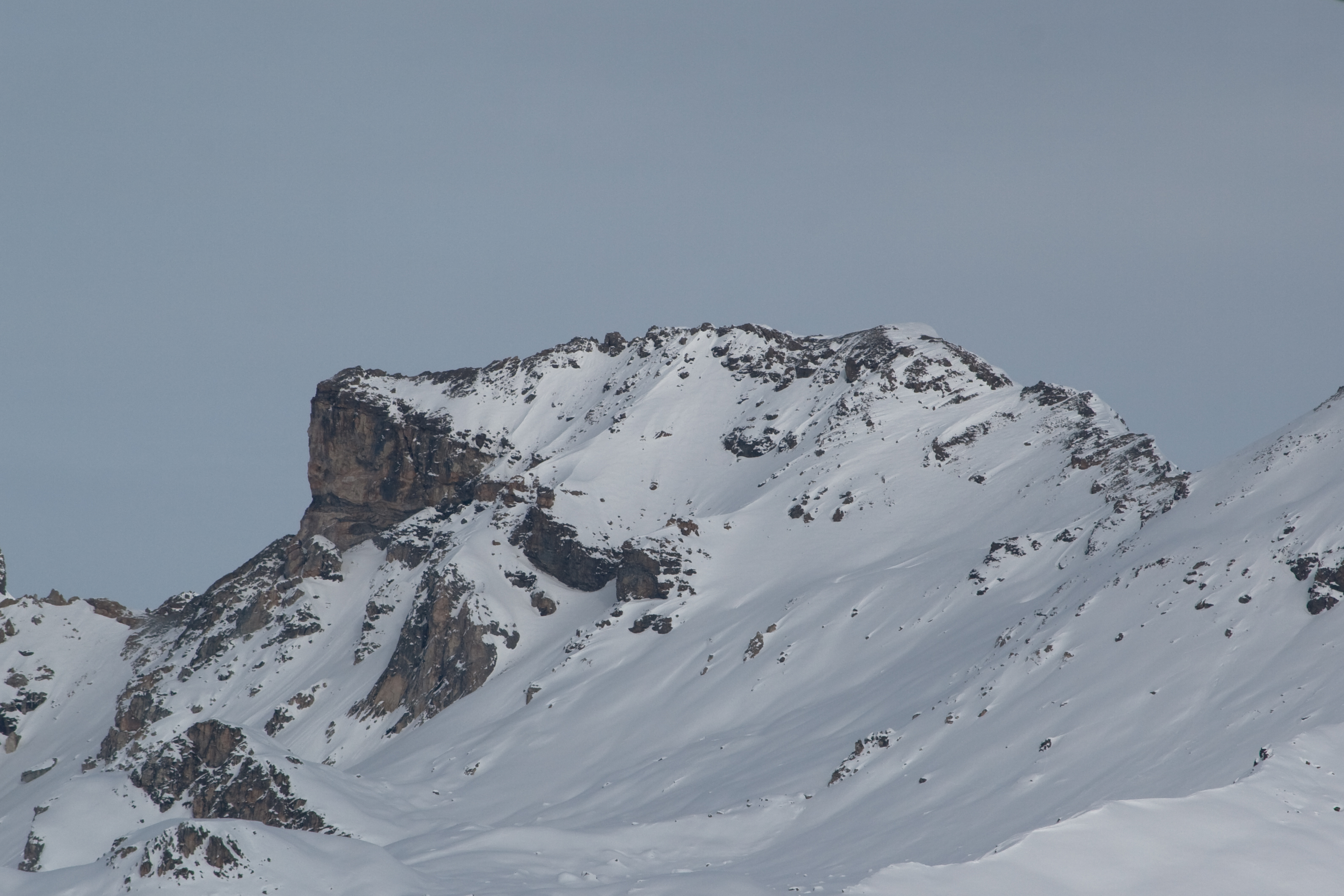

萊布德里山（Le Boudri），是瑞士的山峰，位於該國南部，由瓦萊州負責管轄，屬於本寧阿爾卑斯山脈的一部分，海拔高度3,070米，每年平均降雨量1,585毫米。